# Jan Lievens

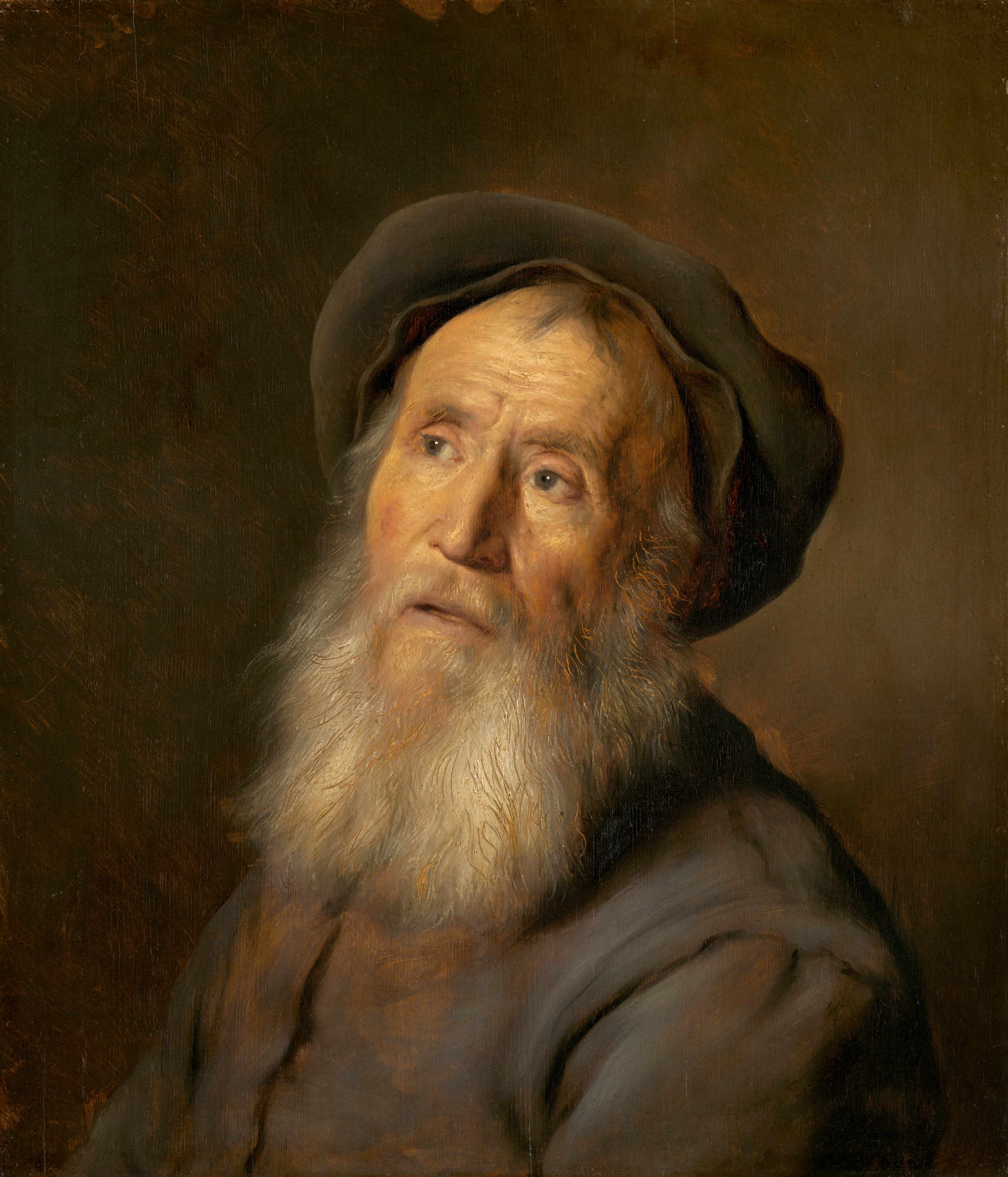
Brodaty mężczyzna z beretem, Narodowa Galeria Sztuki w Waszyngtonie, ok. 1630

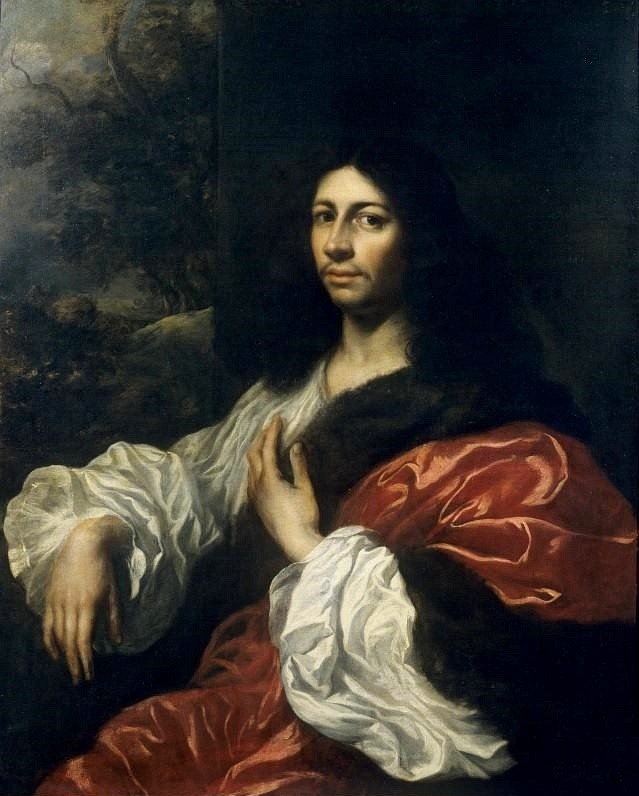
Portret młodego mężczyzny (Autoportret), ok. 1660-1665, Zamek Królewski na Wawelu Kraków

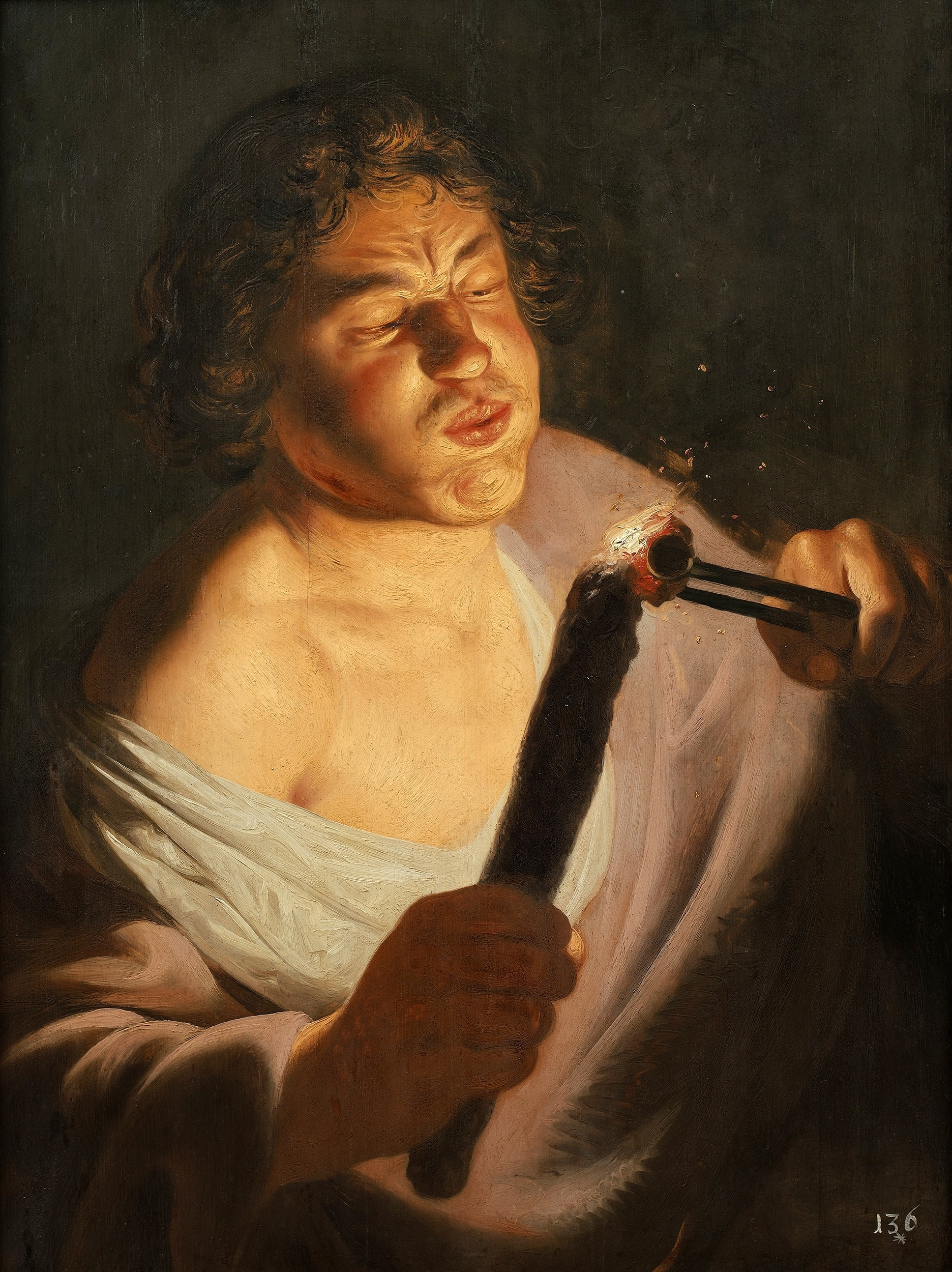
Chłopiec zapalający żagiew, ok. 1625, Muzeum Pałacu Króla Jana III w Wilanowie

Jan Lievens (ur. 24 października 1607 w Lejdzie, pochowany 8 czerwca 1674 w Amsterdamie) – holenderski malarz barokowy, przez współczesnych uważany za równego Rembrandtowi, obecnie zapomniany.
Uczył się u Pietera Lastmana w Amsterdamie, bardzo wcześnie rozpoczął samodzielną działalność. W młodości współpracował z Rembrandtem, którego był przyjacielem, naśladowcą i konkurentem. W latach 1632–1635 pracował w Anglii (w przeniesieniu się do Anglii pomógł mu Constantijn Huygens), gdzie namalował m.in. portret Thomasa Howarda, hrabiego Arundel. Przebywał później w Antwerpii i Hadze, w 1644 powrócił na stałe do Amsterdamu. Był dwukrotnie żonaty, jego pierwszą żoną była Susanne de Nole, a po jej śmierci Cornelia, siostra malarza Jana de Bray. Artysta prowadził rozrzutny styl życia, pomimo znacznej popularności i licznych zleceń stale miał długi. Po śmierci jego rodzina odmówiła przyjęcia spadku z obawy przed wierzycielami.
Jan Lievens był wszechstronnym twórcą, malował obrazy o tematyce religijnej, mitologicznej i antycznej, był twórcą portretów, a także pejzaży, alegorii i martwych natur. Wykonał dekoracje w sali posiedzeń Stanów Generalnych w Hadze i ratusza w Amsterdamie. W twórczości malarza można wyróżnić dwa okresy, pierwszy gdy był pod wpływem Rembrandta i drugi po pobycie w Anglii, gdy radykalnie zmienił styl pod wpływem van Dycka, Rubensa i Brouwera.
W zbiorach polskich znajduje się kilka prac Lievensa: Chłopiec rozdmuchujący żar z 1625 i Chłopiec zapalający żagiew w Muzeum Pałacu Króla Jana III w Wilanowie, oraz Portret mężczyzny i Prorok Zachariasz na Wawelu.

## Wybrane prace
- Robert Kerr, 1654,
- Merkury i Argos, ok. 1625-26,
- Uczta Estery – 1625-1626, płótno 134 × 165, North Carolina Museum of Art, Raleigh
- Portret Joost van den Vondel,
- Portret van Jan Vos,
- Portret van René Descartes 1643.